# Upton (Maine)
Pour les articles homonymes, voir Upton (homonymie).
Upton est une ville américaine située dans le Comté d'Oxford, dans le Maine. Selon le recensement de 2010, sa population est de 113 habitants.